# Оргия живых мертвецов
Оргия живых мертвецов (также известен под названием Возвращение зомби) — итало-испанский готический фильм ужасов 1973 года режиссёра Хосе Луиса Мерино. Премьера фильма состоялась 3 сентября 1973 года. Релиз на DVD состоялся 29 сентября 2009 года в США, а в качестве дополнительных материалов на нем представлены аудиокомментарии режиссера Хосе Луиса Мерино, интервью с актером Полом Нэши и редкий фильм Сида Пинка «Сладкий звук смерти» (с Дьяником Жураковской в главной роли).

## Сюжет
После похорон пожилого мужчины не все присутствующие покидают место захоронения — остаётся одна девушка, она хочет что-то выяснить. Вскоре на неё нападают, слышится крик.
Серж Чехов держит путь в небольшую деревню, находящуюся недалеко от города Скопье. В деревне хоронят его дядю — графа Михаили. Однако никто не хочет его подвезти до деревни, ибо ходят непонятные слухи о деревне, а сама она окутана зловещим ореолом. Тогда Чехов отправляется туда пешком. Вблизи деревни он видит повешенную девушку, произвёдшую на него сильное впечатление. В приступе страха Чехов стучит в дверь первого попавшегося дома, который, как выяснилось впоследствии, именно тот, который ему был нужен. Вскоре Чехов выясняет, что повешенная девушка — дочь умершего дяди Чехова, к тому же она единственная его наследница по завещанию. Чехов же является душеприказчиком дяди, но в связи со смертью девушки до вступления её в наследство, оно, в виде внушительного дядюшкиного имения, переходит Чехову. Однако дом не пуст, в нём проживает вдова дяди Надя, которой Михаили оставил очень мало, к тому же она практически сразу начала соблазнять Чехова. В доме также проживает учёный Леонидас Доржслав, проводящий опыты на мертвецах, желая возродить их к жизни посредством электрического тока. Умерший дядя спонсировал эксперименты учёного. Кроме того учёный имеет дочь Дорис, сразу понравившаяся Чехову. К Наде же постоянно наведывается её любовник-некрофил Игорь.
Практически сразу по прибытии в имение дяди Чехов начинает выяснить обстоятельства смерти дяди и его дочери. Однако Чехову не удаётся делать это спокойно, то на него кто-то нападает, то его начинают подозревать в совершении убийств.

## В ролях
- Стелвио Росси — Серж Чехов
- Мария Пия Конте — Надя, вдова умершего дяди
- Жерар Тичи — Леонидас Доржслав, учёный-экспериментатор
- Дианик Зураковска — Дорис, дочь учёного
- Пол Нэши — Игорь, любовник Нади

## Художественные особенности
Хоть в название фильма и вынесено упоминание живых мертвецов, иначе называемых зомби, зомби в фильме появляются лишь под конец фильма, в течение где-то 10 минут. Фильм обладает большой мрачной атмосферой, создаваемой за счёт мрачной изолированной деревни, кладбища и наличия в фильме множества загадок и недосказанностей. Цвета фильма, среди которых доминируют коричневый и тёмно-жёлтый, имеет тёмные, мрачные оттенки.

## Названия
Фильм помимо наиболее известных его названий Оргия живых мертвецов и Возвращение зомби выходил также под названиями Висящая женщина (The Hanging Woman) и Бракула" (Bracula). В американском прокате в названии фильма была допущена ошибка, вместо слова Zombies использовалось Zombis.